# Mario Lertora
Mario Lavinio Lertora (ur. 21 września 1897 w Genui, zm. 28 marca 1939 w Genui) – włoski gimnastyk, medalista olimpijski z Paryża i Los Angeles.